# 제주테크노파크
제주테크노파크는 제주도에 위치한 테크노파크이다. 제주특별자치도 제주시 중앙로 217 제주벤처마루에 본부동이 위치해 있으며, 바이오센터(1·2호관), 생물종다양성연구소, 용암해수센터(1·2호관), 에너지센터, 미래산업센터 등의 사업 센터가 제주도 전역에 퍼져있다. 

## 연혁
- 2010년 출범.